# Jean-Marie Speich
Jean-Marie Antoine Joseph Speich, francoski rimskokatoliški duhovnik, škof in apostolski nuncij, * 15. junij 1955, Strasbourg, Francija.

## Življenjepis
Rodil se je 15. junija 1955 v francoskem mestu Strasbourg. Po študiju teologije in dogmatične teologije je 9. oktobra 1982 prejel duhovniško posvečenje. Med letoma 1986 in 2008 je bil redni sodelavec Svetega sedeža na nunciaturah po svetu, prav tako je bil del več delegacij papežev Janeza Pavla II. ter Benedikta XVI. 24. oktobra 2013 je bil posvečen v škofa ter imenovan za naslovnega nadškofa italijanskega Sulcija.
Še istega leta ga je papež Frančišek imenoval na mesto apostolskega nuncija v Gani. 19. marca 2019 ga je imenoval za nuncija v Republiki Sloveniji, ob tem je bil tudi apostolski delegat za Kosovo. 12. aprila 2025 ga je Frančišek imenoval za apostolskega nuncija na Nizozemskem.
Aktivno govori francosko, alzaško, nemško, italijansko, angleško in špansko, pasivno pa tudi portugalsko, flamsko ter latinsko in grško.